# Estola rogueti
Estola rogueti är en skalbaggsart som beskrevs av Fortuné Chalumeau och Touroult 2005. Estola rogueti ingår i släktet Estola och familjen långhorningar.
Artens utbredningsområde är Martinique. Inga underarter finns listade i Catalogue of Life.